# Championnat de Mauritanie de football 2011-2012
Navigation
Édition précédente Édition suivante
La saison 2011-2012 du Championnat de Mauritanie de football est la trente-troisième édition de la Première Division, le championnat national de première division en Mauritanie. Les quatorze équipes engagées sont regroupées au sein d'une poule unique où elles affrontent deux fois leurs adversaires, à domicile et à l'extérieur. En fin de saison, les deux derniers du classement final sont relégués et remplacés par les deux meilleures équipes de deuxième division.
C'est le FC Tevragh Zeïna qui remporte la compétition cette saison après avoir terminé en tête du classement, avec un seul point d'avance sur le tenant du titre, le FC Nouadhibou et six sur l'ASAC Concorde. C'est le tout premier titre de champion de Mauritanie de l'histoire du club, qui réalise même le doublé en s'imposant en finale de la Coupe de Mauritanie face à l'ASAC Concorde.
Le club de l'ASC El Ahmedi disparaît, à la suite de sa fusion avec l'ASC Tidjikja Sebhka, qui prend sa place en première division sous le nom de FC Tidjikja Sebkha.

## Participants
- ASC Nasr Zem Zem - Promu de D2
- CF Cansado
- UC Lasa - Promu de D2
- ACS Ksar
- ASAC Concorde
- ASC Police
- ASC Kédia
- ASC Entente FC de Sebkha - Promu de D2
- FC Tidjikja Sebkha
- ASC Imraguens
- FC Nouadhibou
- FC Tevragh Zeïna
- FC Legwareb-Trarza - Promu de D2
- ASC Armée Nationale - Promu de D2

## Compétition

### Classement
Le classement est établi sur le barème de points suivant : victoire à 3 points, match nul à 1, défaite à 0.
| Rang | Équipe                    | Pts | J  | G  | N  | P  | Bp | Bc | Diff |
| ---- | ------------------------- | --- | -- | -- | -- | -- | -- | -- | ---- |
| 1    | FC Tevragh ZeïnaC         | 59  | 26 | 19 | 2  | 5  | 57 | 21 | +36  |
| 2    | FC NouadhibouT            | 58  | 26 | 18 | 4  | 4  | 45 | 17 | +28  |
| 3    | ASAC Concorde             | 53  | 26 | 15 | 8  | 3  | 56 | 21 | +35  |
| 4    | CF Cansado                | 51  | 26 | 15 | 6  | 5  | 44 | 18 | +26  |
| 5    | FC Tidjikja Sebkha        | 45  | 26 | 12 | 9  | 5  | 42 | 27 | +15  |
| 6    | ASC Kédia                 | 40  | 26 | 11 | 7  | 8  | 19 | 22 | -3   |
| 7    | ASC Armée NationaleP      | 33  | 26 | 9  | 6  | 11 | 30 | 45 | -15  |
| 8    | ASC Police                | 25  | 26 | 5  | 10 | 11 | 29 | 48 | -19  |
| 9    | ASC Imraguens             | 25  | 26 | 6  | 7  | 13 | 25 | 38 | -13  |
| 10   | ACS Ksar                  | 25  | 26 | 5  | 10 | 11 | 27 | 34 | -7   |
| 11   | ASC Nasr Zem ZemP         | 22  | 26 | 3  | 13 | 10 | 24 | 41 | -17  |
| 12   | FC Legwareb-TrarzaP       | 22  | 26 | 5  | 7  | 14 | 18 | 35 | -17  |
| 13   | UC LasaP                  | 18  | 26 | 4  | 6  | 16 | 20 | 47 | -27  |
| 14   | ASC Entente FC de SebkhaP | 18  | 26 | 3  | 9  | 14 | 21 | 43 | -22  |

|  | Qualification pour la Coupe de l'UAFA 2012-2013                                            |
|  | Relégation directe en deuxième division                                                    |
|  | T : Tenant du titre C : Vainqueur de la Coupe de Mauritanie P : Promu de deuxième division |

## Bilan de la saison
| Championnat de Mauritanie de football 2011-2012 |                              |
| Champion                                        | FC Tevragh Zeïna (1er titre) |
| Coupes et trophées                              |                              |
| Vainqueur de la Coupe de Mauritanie 2011-2012   | FC Tevragh Zeïna             |
| Qualifications continentales                    |                              |
| Ligue des champions de la CAF 2013              | Aucun                        |
| Coupe de la confédération 2013                  | Aucun                        |
| Coupe de l'UAFA 2012-2013                       | FC Tevragh Zeïna             |
| Promotions et relégations                       |                              |
| Promus en Première division                     | ASC Ittihad Assaba           |
| Promus en Première division                     | AS Garde Nationale           |
| Relégués en Deuxième division                   | UC Lasa                      |
| Relégués en Deuxième division                   | ASC Entente FC Sebkha        |